# Anathallis vitorinoi
Anathallis vitorinoi är en orkidéart som först beskrevs av Carlyle August Luer och Antonio Luiz Vieira Toscano, och fick sitt nu gällande namn av Carlyle August Luer och Antonio Luiz Vieira Toscano. Anathallis vitorinoi ingår i släktet Anathallis och familjen orkidéer. Inga underarter finns listade i Catalogue of Life.